# Oreopsyche albescens
Oreopsyche albescens är en fjärilsart som beskrevs av Charles Oberthür 1883. Oreopsyche albescens ingår i släktet Oreopsyche och familjen säckspinnare. Inga underarter finns listade i Catalogue of Life.